# Minilimosina digitata
Minilimosina digitata är en tvåvingeart som beskrevs av Marshall 1985. Minilimosina digitata ingår i släktet Minilimosina och familjen hoppflugor. Inga underarter finns listade i Catalogue of Life.